# Catingueira (planta)
Cenostigma pyramidale (Tul.) E. Gagnon & G. P. Lewis classificada anteriormente como Caesalpinia pyramidalis  e conhecida popularmente pelo nome de catingueira, pau-de-rato ou catinga-de-porco é uma planta da família das leguminosas (Leguminosae caesalpinioideae) originária das áreas do bioma da caatinga, desde as partes mais úmidas  até o semiárido no Seridó.
Suas folhas são consumidas pelos animais no início das chuvas, porém, posteriormente, adquirem cheiro desagradável, passando a ser rejeitadas. No entanto, durante o período seco, como ocorre com varias árvores da caatinga, suas folhas secas caídas ao chão são muito apreciadas pelos diversos rebanhos.
Árvore  de 4 m a 8 m na caatinga podendo ser apenas um arbusto em solo pedregoso, e de 10 m a 16 m em várzeas e matas ciliares É uma espécie de ampla dispersão nos estados do Nordeste brasileiro, predominando no semiárido onde é um arbusto de pequeno porte de até 4 m. No cerrado e principalmente nas florestas estacionais adquire maior porte chegando a mais de 16 m, podendo ser encontrada em diversas associações vegetais, crescendo bem nas várzeas úmidas. Ocorre nos estados do Piauí, Ceará, Rio Grande do Norte, Paraíba, Pernambuco, Alagoas, Sergipe e Bahia, sendo considerada endêmica da caatinga.É uma árvore decídua na caatinga e semidecídua a perenifólia nas florestas  estacionais, madeira de média qualidade utilizada em cercas como estacas, lenha para diversos usos pela população local, e utilizada na medicina popular; flores amarelas dispostas em cachos nos ramos e galhos mais finos, perfumadas atraem grande número de insetos, os frutos são pequenas vargens marrons que amadurecem no período da estiagem. Árvore de grande beleza que pode se utilizada na arborização urbana como praças e bosques, e como planta pioneira de rápido crescimento, seria aproveitável seu uso na recuperação de áreas degradadas pelo desmatamento.
Há quem use a madeira da catinga-de-porco para aromatizar cachaças, deixando sua madeira curtindo na bebida por alguns dias. A cachaça curtida na catinga-de-porco pode ser encontrada em algumas lojas no Nordeste brasileiro. Quem a bebe fica exalando um forte cheiro pela pele, o que talvez possa explicar o apelido dado à planta.

## Taxonomia

### Subespécies
Cenostigma pyramidale diversifolia e Cenostigma pyramidale pyramidale

### Hábito de crescimento
Árvore com 4 a 8 m, podendo chegar a 10 m e diâmetro de até 50 cm, quando vegeta nas várzeas úmidas. No Seridó semiárido, se reduz a arbustos de menos de 2 m e poucos centímetros de diâmetro na base.

### Caule
Apresenta casca viva de espessura delgada, cinza-clara, internamente bege-claro, às vezes levemente acastanhada. A casca morta de tronco idoso possui espessura menor que 2 mm rígida, com partes lisas e ásperas, cinza-claro, e apresenta numerosas lenticelas pequenas, dispostas irregularmente. Com o fendilhamento da casca, são limitadas porções laminares irregulares que, ao desprender-se, deixam depressões superficiais. Por incisão, apresenta exsudato transparente aquoso, de sabor levemente e amargo e odor indistinto.

### Folha
Suas folhas são bipinadas, bijugadas, e mais uma pina terminal, com 5 a 11 folíolos, alternos, obtusos, oblongos, coriáceos, com pelos escuros estrelados. O pecíolo e a base das pinas têm púlvinos. Há pelos glandulosos castanho-escuros e negros no pecíolo e raque foliar.

### Flor
Inflorescência terminal ou axilar-terminal, paniculada. Brácteas ovaladas, apiculadas, côncavas, levemente pilosas, apresentando pequenos pontos glandulosos no dorso. Flores amarelas, dispostas em racemos. Pedicelos de 10 a 15 mm, com pelos estrelados, escuros. Cálice amarelo, leve pilosidade acastanhada. Pétalas amarelas, apresentando pontos glandulosos no dorso.

### Fruto
Fruto legume oblongo-elítico, assimétrico, acuminado, com 8 a 11 x 2 a 2,5 cm, castanho claro, pilosidade mínima alva e esparsos tricomas glandulosos amarelos.

### Semente
Sua dispersão é por síndrome balística, com deiscências violentas que lançam à distância as sementes achatadas, ovaladas, lustrosas, de cor castanho-clara. As valvas, com freqüência, permanecem secas presas aos ramos, totalmente encartuchadas por torção helicoidal.

### Madeira
Alburno branco-amarelado e cerne castanho-escuro, com riscos, esbranquiçados.

## Utilização

### Madeireiro
Usada para estacas, moirões e varas, na fabricação de carvão e lenha, bem como na confecção de cercas estivadas e cabos de ferramentas. Há quem use a madeira da catinga-de-porco para aromatizar cachaças, deixando sua madeira curtindo na bebida por alguns dias. A cachaça curtida na catinga-de-porco pode ser encontrada em algumas lojas no Nordeste Brasileiro. Quem a bebe fica exalando um forte cheiro pela pele, o que talvez possa explicar o apelido dado à planta.

### Forrageiro
É considerada boa forrageira. As folhas jovens são procuradas pelo gado, as são desprezadas quando adultas devido ao cheiro desagradável que adquirem; fenadas perdem esse cheiro, constituindo boa forragem para bovinos, caprinos e ovinos.

### Medicinal
As folhas, flores e cascas são usadas no tratamento das infecções catarrais, nas diarreias e disenterias.

### Restrições ao uso
Os frutos maduros, ao serem ingeridos pelos animais, apresentam o inconveniente de, eventualmente, poderem perfurar partes dos seus tratos digestivos, em decorrência de uma protuberância existente no ápice dos legumes, o que pode levar ao óbito a rês afetada.

## Importância Nutritiva
O valor nutritivo da catingueira foi comparado ao de outras leguminosas forrageiras arbóreas da caatinga nas fases vegetativa, de floração, frutificação e dormência. Ficou constatado que, apesar de possuir o menor teor proteico na fase vegetativa, a catingueira apresentou menor declínio desse constituinte com o avanço das fases de desenvolvimento, em estudos realizados.
O consumo de folhas de árvores chega a 85% da dieta dos caprinos durante o período seco, porém a medida que a estação seca avança, apesar de aumentar o consumo de folhas caídas ao chão, sua contribuição para o desempenho dos animais passa a ser apenas marginal, por causa do decréscimo do seu valor nutritivo. Portanto, a catingueira pode ser melhor aproveitada sob a forma de feno.
Estudos realizados indicaram que o feno da catingueira e comparável ao feno da leucena, sendo os dois considerados adequados ao uso como suplemento proteico, tendo em vista o alto potencial de degradação ruminal da proteína de ambos. Outras pesquisas advertem que, no manejo da caatinga, a catingueira não deve ser rebaixada, em virtude da sua baixa palatabilidade, porém, recomendam a sua fenação.